# Francesco Lamberti
Francesco Lamberti (Medicina, 20 novembre 1921 – Brescia, 2 marzo 2012) è stato un allenatore di calcio e calciatore italiano, di ruolo mediano.

## Carriera

### Giocatore
Mediano, inizia a giocare nella Casalini di Brescia in Serie C nella quale viene notato dal Venezia. Con i lagunari esordisce in Serie A nel 1943, disputando 4 partite nella massima serie.
Nel 1944, a causa della guerra, torna a casa e disputa il campionato di Guerra con il Brescia, con 9 gettoni di presenza.
Nei due anni successivi scende in campo per 40 volte nella massima serie con le maglie di  Venezia e Fiorentina, conclude la carriera agonistica a Prato tra Serie B e Serie C.
In carriera ha totalizzato complessivamente 47 presenze e 4 reti in Serie A e 61 presenze e 4 reti in Serie B.

### Allenatore
Nel 1952 intraprende a Enna in Serie D la carriera di allenatore, e la sua carriera si svilupperà inizialmente soprattutto nel sud della penisola salvo una rapida puntata sulla panchina dell'Empoli e quattro anni come secondo a Brescia (i suoi "titolari" furono Renato Gei e Azeglio Vicini).
Attorno ai cinquant'anni torna verso il Nord: Riccione e Bolzano sono le mete dove Lamberti concluderà la sua carriera di allenatore con la quale aveva ottenuto tre promozioni dalla Serie D alla Serie C, con Enna, Fermana e Latina (e una da vice a Brescia dalla Serie B alla Serie A), con un'unica retrocessione, chiesta dalla società al momento della suddivisione della Serie C a tre gironi in Serie C1 e Serie C2 per ragioni di bilancio.

### Dirigente
La sua carriera dirigenziale inizia a Como dove viene chiamato nel 1978 a raccogliere l'eredità di Giancarlo Beltrami passato all'Inter. Esordì con la battuta «Non può andare male perché nella stanza dei bottoni del Como il cambio è solo apparente. Provate un po' a mettere bene in ordine le lettere del mio cognome. Ne ricavi quello di Beltrami. Un anagramma e basta».
Con i lariani guidati in panchina da Giuseppe Marchioro farà in due anni il doppio salto dalla Serie C1 alla Serie A, poi un anno all'Arezzo e uno alla Cremonese (promozione dalla Serie B alla Serie A) e due al Brescia dove in coppia con Antonio Pasinato ripeterà l'impresa di Como passando in due anni dalla Serie C1 alla Serie A.
In otto stagioni da direttore sportivo ottiene cinque promozioni delle sue squadre. Concluderà la sua attività nel mondo del calcio da osservatore della Sampdoria.

## Palmarès

### Giocatore

#### Competizioni nazionali
- Serie C: 1

Prato: 1948-1949

### Allenatore

#### Competizioni nazionali
- Campionato Interregionale: 1

Enna: 1957-1958
- Serie D: 1

Latina: 1972-1973